# Vengeance on Varos
Vengeance on Varos (Vengeance sur Varos) est le cent-trente-huitième épisode de la première série de la série télévisée britannique de science-fiction Doctor Who. Il fut originellement diffusé sur la chaîne BBC One en deux parties le 19 et le 26 janvier 1985.

## Accroche
À la recherche d'un produit permettant de faire démarrer le TARDIS que l'on ne trouve que sur la planète Varos, le Docteur se retrouve impliqué dans une émission de télévision dans laquelle des gens sont tués pour divertir le public.

## Distribution
- Colin Baker — Le Docteur
- Nicola Bryant —  Peri Brown
- Nabil Shaban — Sil
- Martin Jarvis — Le Gouverneur
- Forbes Collins — Officier Chef
- Nicolas Chagrin — Quillam
- Stephen Yardley  — Arak
- Sheila Reid — Etta
- Jason Connery — Jondar
- Geraldine Alexander — Areta
- Graham Cull — Bax
- Owen Teale — Maldak
- Keith Skinner — Rondel
- Hugh Martin — Le Prêtre

## Résumé
Le TARDIS est tombé en panne, et le Docteur a besoin d'un minerai, le Zeiton-7, pour le réparer. Mais ce minerai est très rare, et on ne le trouve que sur la planète Varos. Avec les dernières forces du TARDIS, le Docteur et Peri arrivent à se poser sur Varos, qui vit dans un régime dictatorial, où il est obligatoire de voter, et où les tortures et exécutions sont télévisées.
Parallèlement, le gouverneur de Varos tente de négocier avec Sil, représentant de la compagnie minière Galatron, le prix du Zeiton-7 : en effet, il ignore que le Zeiton-7 est très demandé et que la compagnie le lui rachète à un prix misérable, et il ignore également que son officier en chef est de mèche avec Sil. Il tente de monter le prix du minerai, et demande à son peuple de voter, mais sa proposition est rejetée, et il est puni d'une exposition à un rayon désintégrateur qui l'affaiblit gravement, et est la cause de la mort de tous ses prédécesseurs qui n'ont pas satisfait leur peuple... pour regagner de la popularité, il est obligé de faire exécuter un rebelle nommé Jondar.
Le TARDIS se pose justement dans le Dôme des Punitions, où Jondar doit être exécuté, et le Docteur et Peri sauvent ce dernier. Ils échappent aux gardes et retrouvent Areta, la femme de Jondar, qui était aussi en prison. Le Docteur est séparé du reste du groupe, qui est capturé, et tombe quant à lui dans un piège qui lui donne l'illusion d'un désert et le fait apparemment mourir de soif...
Pendant que le gouverneur, l'officier en chef et Sil interrogent Peri, les gardes emmènent le corps du Docteur et préparent une cuve d'acide pour s'en débarrasser, toujours devant les caméras. Mais le Docteur a survécu, et s'échappe, alors que les gardes tombent dans l'acide en tentant de l'arrêter. Il est toutefois stoppé par Quillam, le chef scientifique de Varos. Le gouverneur décide d'exécuter Jondar et le Docteur par pendaison, et Quillam se sert de Peri et Areta comme cobayes pour une machine qui provoque des mutations, et qui les transforme progressivement en animaux. Le Docteur s'aperçoit que la pendaison était une mise en scène pour lui soutirer des informations, et le gouverneur commence à se méfier de Sil quand le Docteur laisse entendre que le Zeiton-7 vaut bien plus que ce que la compagnie Galatron en donne. Le Docteur et Jondar arrivent à interrompre par la force l'expérience sur Peri et Areta et leur font retrouver leur forme humaine, avant de s'enfuir, mais Peri est à nouveau capturée.
Pendant ce temps, Sil et l'officier en chef se rendent compte que leur plan pour contrôler Varos et le marché du Zeiton-7 est menacé. Sil contacte sa compagnie pour envoyer des forces d'invasion sur Varos et l'officier en chef envoie ses soldats aux trousses du Docteur et ses compagnons. Il force également le gouverneur à passer à l'antenne, et demande aux Varosiens de voter pour l'exécuter ou non. La première proposition l'emporte, mais le soldat Maldak sauve le gouverneur à la dernière minute, comprenant qu'il pourrait subir le même sort, comme il est sur la liste des officiers éligibles pour le poste de gouverneur, qui est tiré au sort. De leur côté, le Docteur, Jondar et Areta bravent les pièges du Dôme, sont attaqués par deux cannibales, mais l'un des deux est tué par des plantes vénéneuses envahissant une salle du dôme et l'autre s'enfuit. Les gardes, l'officier en chef et Quillam arrivent juste après pour tuer le Docteur et ses compagnons, mais celui-ci arrive à les attirer dans les plantes vénéneuses, les tuant.
Peu après, le gouverneur, Peri, le Docteur, Jondar et Areta se retrouvent. Sil les nargue en leur disant que la flotte de sa compagnie est en route pour envahir Varos, mais il est interrompu quand il reçoit un message lui apprenant que du Zeiton-7 a été découvert ailleurs, et que la compagnie annule l'invasion. Pire, il reçoit l'ordre de payer les Varosiens le prix qu'ils demandent, le gouverneur y voit le salut de son peuple. Pour remercier le Docteur et Peri, il s'engage à leur donner le Zeiton-7 dont ils ont besoin pour réparer le TARDIS. Il annonce ensuite aux Varosiens que la dictature est finie et qu'ils sont libres.
Parallèlement à toute l'histoire, un couple de Varosiens, Arak et Etta, a vu tous les évènements à la télévision. Ils n'ont aucun rôle à part celui de spectateurs, et font de temps en temps des commentaires.

### Continuité
- C'est la première apparition du personnage de Sil.
- C'est la troisième mention du manuel d'utilisation du TARDIS après « The Pirate Planet » et « Four to Doomsday. »

## Production

### Écriture
Cela faisait plusieurs fois que le scénariste Philip Martin avait été approché par la production de Doctor Who pour écrire un épisode mais celui-ci avait décliné l'offre. C'est en regardant la saison 19 de la série avec sa fille qu'il trouve que celle-ci pourrait lui offrir l'occasion de raconter des histoires qu'il ne pouvait pas créer ailleurs. Il soumit au script-éditor (responsable des scénarios) de la série Eric Saward une histoire parlant d'une compagnie extra-terrestre vendant des snuff-movie mettant en scène de véritables morts. La violence dans les médias était alors en débat, notamment à propos des films d'horreur américains en "direct-to-video" qui étaient à l'époque dénoncés par l'activiste chrétienne Mary Whitehouse. Saward, appréciant le travail de Martin sur la série Gangster, est enthousiaste et l'épisode est commissionné le 13 avril 1982 sous le nom de "Domain" ("Domaine") et prévu pour la 20e saison. Toutefois, le producteur John Nathan-Turner demande à Saward que l'épisode ne puisse pas être vu comme une charge politique.
À l'origine le scénario devait inclure le 5e Docteur (joué par Peter Davison) Nyssa et Tegan. Nyssa fut changée par Turlough au cours du processus d'écriture. Durant l'été 1982 le travail sur le scénario de l'épisode ralenti et le 14 octobre, l'épisode est repoussé à la saison 21. Puis, durant l'année 1983 l'épisode est une nouvelle fois repoussé à la saison 22. Durant l'été, Martin le réécrit de sorte à mettre en scène le 6e Docteur (joué par Colin Baker) et Peri ainsi que de passer de quatre scripts de 25 minutes à deux scripts de 45 minutes. L'épisode, qui prend le nom de "Planet of Fear" ("La Planète de la Peur") est commissionné une nouvelle fois le 28 novembre 1983.
Début 1984, Eric Saward demande à remanier les scénarios de “Planet of Fear”, ceux-ci étant trop courts et le rôle de Peri n'y étant pas suffisamment développé. Créé après avoir lu une citation d'Isaac Asimov se plaignant qu'aucune créature aquatique n'est dépeinte dans les séries et films de science fiction, le personnage de Sil est peaufiné, passant de principal méchant tandis que le Gouverneur devient son complice. L'idée étant que son aspect comique permettrait d'atténuer le côté noir de l'épisode. Ils ajoutent aussi les personnages des spectateurs Arak et Etta, qui ont un rôle proche du "chœur grec" et permettent d'augmenter la dénonciation du côté voyeur de la télévision tout en palliant la brièveté de l'intrigue.
À l'origine, le second épisode de la saison devait être occupé par un épisode scénarisé par Pat Mills et nommé “The Space Whale” ("La baleine de l'espace") mais le scénario ne fonctionnait pas et Planet of Fear le remplaça. Afin d'éviter toute confusion avec l'épisode de la saison précédente, « Planet of Fire », il prit le titre de "Vengeance on Varos."

### Pré-production
À l'origine, il était envisagé que le personnage de Sil flotte à l'intérieur d'une cuve remplie d'eau mais John Nathan-Turner trouva cela trop difficile à réaliser en studio. Il fut décidé que le personnage serait assis sur une plateforme au-dessus de sa cuve d'eau.

### Casting
- Jason Connery qui joue le rôle de Jondar est le fils de l'acteur Sean Connery.
- Martin Jarvis qui joue le rôle du gouverneur de Varos était déjà apparu par deux fois dans la série dans « The Web Planet » en 1965 et « Invasion of the Dinosaurs » en 1974.
- Nabil Shaban qui joue le rôle de Sil rejouera dans la saison suivante dans l'épisode « Mindwarp. » L'acteur, souffrant de la maladie des os de verre, avait développé une petite taille, ce qui lui permettait de pouvoir jouer le rôle.
- Stephen Yardley qui tient le rôle d'Arak avait joué le personnage de Sevrin dans « La Genèse des Daleks. »
- Owen Teale qui joue Maldak jouera le rôle d'Evan Sherman dans la série spin-off de Doctor who Torchwood dans l'épisode de 2006 « La Récolte »

### Tournage
Le réalisateur choisi à l'origine pour tourner l'épisode était Michael Owen Morris, mais celui-ci s'est finalement fait remplacer par Ron Jones qui avait déjà tourné plusieurs épisodes de la série, notamment Frontios, durant la saison précédente.
La première session de tournage eut lieu du 18 au 20 juillet 1984 au studio 6 du centre télévisuel de la BBC et concernait les scènes dans les couloirs, dans le Dome de la punition, la cellule d'Areta, l'illusion de désert, la zone pourpre, le bureau du Gouverneur et la cellule de transmutation. C'est durant ce tournage qu'un garde tombe dans une cuve d'acide. Ce passage demanda pas mal de travail mais fut tourné de sorte que le Docteur soit responsable de la mort de cet homme. De plus, pas mal des traits humoristiques du script furent supprimés au tournage. Durant le tournage de la transmutation, Nicola Bryant s'avéra être allergique à la glue qu'on lui avait placée sur le visage pour donner l'impression qu'elle se changeait en oiseau.
La seconde session de tournage eut lieu du 31 juillet au 2 août pour les scènes des vignes empoisonnées, dans le bureau du gouverneur, dans la salle de la prison, dans les cellules ainsi que dans le TARDIS. Au cours du tournage, un échafaudage que Colin Baker et Jason Connery devaient grimper s'est effondré sous leur poids. Par chance, aucun d'entre eux ne fut blessé.

## Diffusion et Réception
| Épisode                                                                                           | Date de diffusion | Durée | Téléspectateurs en millions | Archives            |
| ------------------------------------------------------------------------------------------------- | ----------------- | ----- | --------------------------- | ------------------- |
| Épisode 1                                                                                         | 19 janvier 1985   | 44:46 | 7,2                         | Bandes couleurs PAL |
| Épisode 2                                                                                         | 26 janvier 1985   | 44:46 | 7,0                         | Bandes couleurs PAL |
| Diffusé en deux parties le 19 et le 26 janvier 1985, l'épisode fit un assez bon score d'audience. |                   |       |                             |                     |

Originellement diffusé en deux parties de 45 minutes en Angleterre, cet épisode fut redécoupé en quatre parties pour certaines rediffusions à l'étranger. L'épisode fut rediffusé le 29 juin 2013 aux USA afin de présenter la période Colin Baker de la série dans le cadre de l'émission Doctor Who Revisited.

### Critiques
Lors de sa diffusion, l'épisode provoqua de nombreuses controverses pour sa violence. La scène où l'on a l'impression que le Docteur pousse un garde dans un bain d'acide, la tentative de pendaison et les expériences génétiques furent grandement critiquées dans le courrier des lecteurs du programme télévisé Radio Times et dans le magazine Points of View. Contrairement à d'habitude, les plaintes contre l'épisode furent émises à la fois par le public, les fans de la série et les critiques traditionnels de la série comme Mary Whitehouse.
Dans le livre Doctor Who : The Discontinuity Guide (1995), Paul Cornell, Martin Day, et Keith Topping estiment que la violence de cet épisode continue de plonger le 6e Docteur dans la dégénérescence. Toutefois, ils trouvent que les dialogues sont bons. Les auteurs de Doctor Who : The Television Companion (1998), aiment l'épisode et estime que le 6e Docteur a "enfin" un bon scénario d'épisode. Appréciant la plupart du casting et des personnages secondaires, ils trouvent toutefois l'épisode un peu trop dur.
Critiquant la série dans son livre About Time, Tat Wood décrit l'épisode comme un "zapping télévisé entre du théâtre d'avant-garde et un programme pour enfant." Il vante le script de Philip Martin ainsi que la production de l'épisode "qui montre plus d'effort que le reste de ce qui s'est fait durant cette saison". Il suggère que si quelqu'un cherche à savoir ce que c'était de vivre à l'époque du Tatcherisme, il devrait regarder cet épisode."
En 2012, Patrick Mulkern de Radio Times raconte avoir interviewé Jason Connery quelques années après la diffusion de cet épisode, même si celui-ci estime que Martin Jarvis est le meilleur acteur secondaire de l'épisode. Il vante aussi de la réalisation de Ron Jones et estime que la violence de l'épisode est "surestimée." 

## Novélisation
L'épisode fut romancé par Philip Martin lui-même et publié en juin 1988 avec une couverture de David McAllister. Ce roman devait originellement être prévu pour l'année 1986 mais fut repoussé par Philip Martin, il porte toutefois le numéro 106 de la collection Doctor Who des éditions Target Books. Cette version possède des passages supplémentaires ainsi que des moments humoristiques qui avait été supprimées dans le script original. Ce roman n'a jamais connu de traduction à ce jour.

## Éditions commerciales
L'épisode n'a jamais été édité en français, mais a connu plusieurs éditions au Royaume-Uni et dans les pays anglophones.
- L'épisode est sorti en VHS en 1993 pour les 30 ans de la série.
- Une lecture audiophonique de la novélisation par Colin Baker est sortie en 1997.
- L'épisode fut édité en DVD le 15 octobre 2001. L'édition contient les commentaires audios de Colin Baker, Nicola Bryant et Nabil Shaban ainsi qu'un making-of, des scènes coupées et d'autres bonus. Cet épisode fut réédité dans le cadre des Doctor Who DVD Files le 10 août 2011[10]. L'épisode est ressorti en septembre 2012 dans un coffret nommé "Doctor Who: The Doctors Revisited 5-8" avec « Earthshock », « Remembrance of the Daleks » et le téléfilm "Le Seigneur du Temps.". Elle contient l'épisode en version restaurée et 16/9 ainsi qu'un documentaire sur le 6e Docteur, une discussion sur la création de l'épisode et d'autres bonus.